# Eesterga
Eesterga (Fries: Jistergea) is een dorp in de gemeente De Friese Meren, in Nederlandse provincie Friesland. Eesterga ligt tussen Lemmer en het Tjeukemeer.
Eesterga is een lintdorp met de Straatweg als enige weg. Eesterga en het naburige Follega een tweelingdorp met een gezamenlijke dorpsbelangenvereniging. In 2023 telde het dorp 50 inwoners. 

## Geschiedenis
Eesterga werd in de 16e eeuw vermeld als Eestergae en Esterga. De naam verwijst waarschijnlijk naar een bouwland (ees) of het Friese woord voor koebocht, jister.
Tot 1 januari 2014 lag Eesterga in de gemeente Lemsterland.

## Klokkenstoel en verdwenen kerk
In Eesterga heeft een tijd een kerk gestaan, deze is echter rond 1740 afgebroken. Op de begraafplaats staat nog wel een klokkenstoel uit 1617 die gemaakt is van bilinga.

## Bekende inwoners
- Jan Dijkgraaf (1962)[2]

## Openbaar vervoer
- Lijn 42: Sneek - IJlst - Heeg - Hommerts - Koufurderrige - Woudsend - Tjerkgaast - Spannenburg - Follega - Eesterga - Lemmer